# Vrtliško jezero
Vrtliško jezero nalazi se u Bosni i Hercegovini i udaljeno je od centra Kaknja 5-6 km. Nastalo je umjetnim putem.